# 費爾蒂症候群
費爾蒂症候群（英語：Felty's syndrome，縮寫作 ）是一種罕見的自體免疫性疾病；其特別的三聯徵包括類風濕性關節炎、脾臟腫大和血液的嗜中性白血球太少。它好發於 50-70 歲，女性比男性更普遍，且白種人比非洲裔的發生率更高。它是一種會造成殘障的疾病，且合併多種併發症。

## 預後
患者疾病的嚴重度和整體健康狀態決定疾病的預後。

## 歷史
這個疾病是以其創始人奧古斯都·羅伊·費爾蒂（Augustus Roi Felty, 1895-1964）的名字命名。據報導，費爾蒂醫師在 1924 年看到 5 名患者它們的病情從未被記載過。這個 5 個患者同時都有慢性關節炎、脾腫大和白細胞減少症，這促使他以自己的名字來定義這個未知的症候群。